# Parapodium

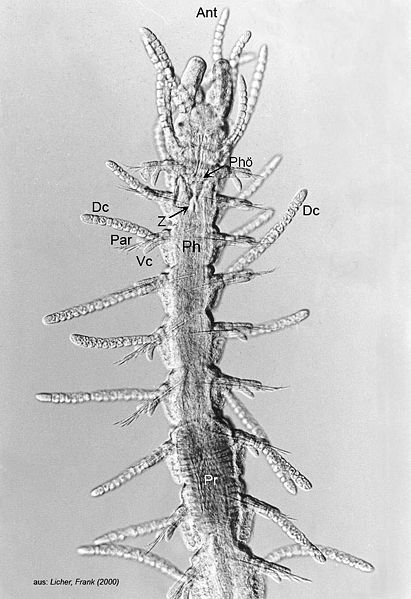
Typosyllis tyrrhena z zaznaczonymi parapodiami (Par.)

Parapodium, przynóże, pranóże – parzysty, boczny, umięśniony wyrostek występujący na każdym segmencie tułowiowym u wieloszczetów. Pełni funkcje lokomotoryczne, a u niektórych gatunków również zmysłowe lub oddechowe. Parapodia są zwykle dwugałęziste (wyróżnia się gałąź grzbietową oraz brzuszną) i dodatkowo zaopatrzone w pęczki chitynowych szczecinek (a niekiedy także w wąski czuciowe).
U gatunków osiadłych parapodia są często słabo rozwinięte lub nawet całkowicie zredukowane.
U gatunków wodnych postrzępione zakończenia parapodiów tworzą skrzela skórne.